# Duński Instytut Kultury

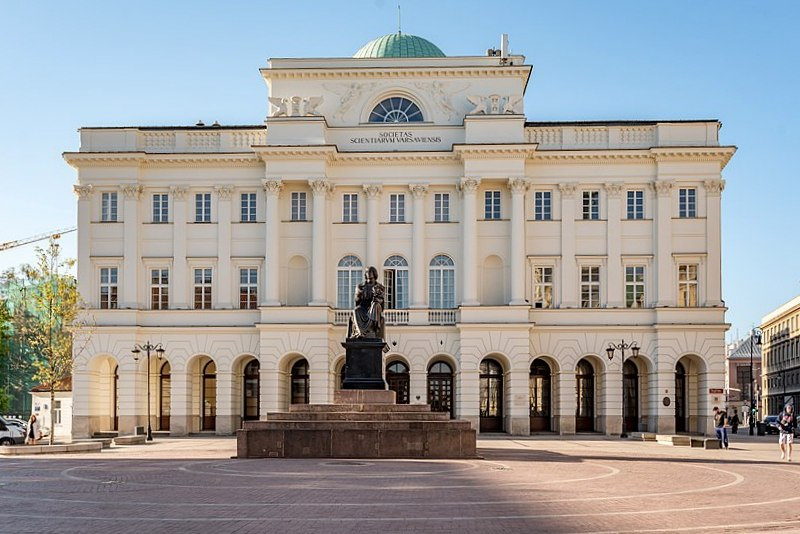
b. siedziba Instytutu Duńskiego w Pałacu Staszica przy ul. Nowy Świat 72-74 (1938-1939)

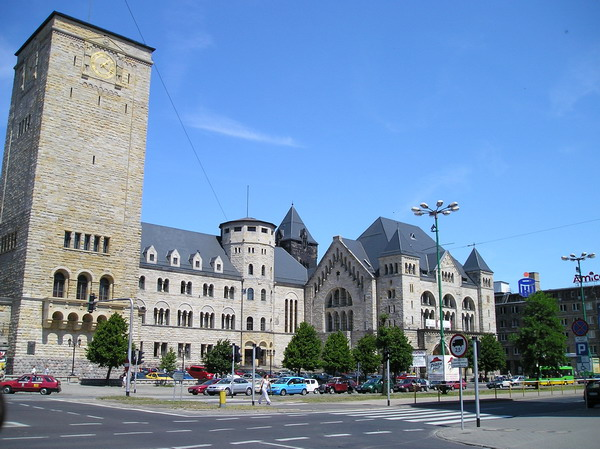
b. siedziba Duńskiego Instytutu Kultury w Zamku Cesarskim w Poznaniu przy ul. Św. Marcin 80/82 (2001)

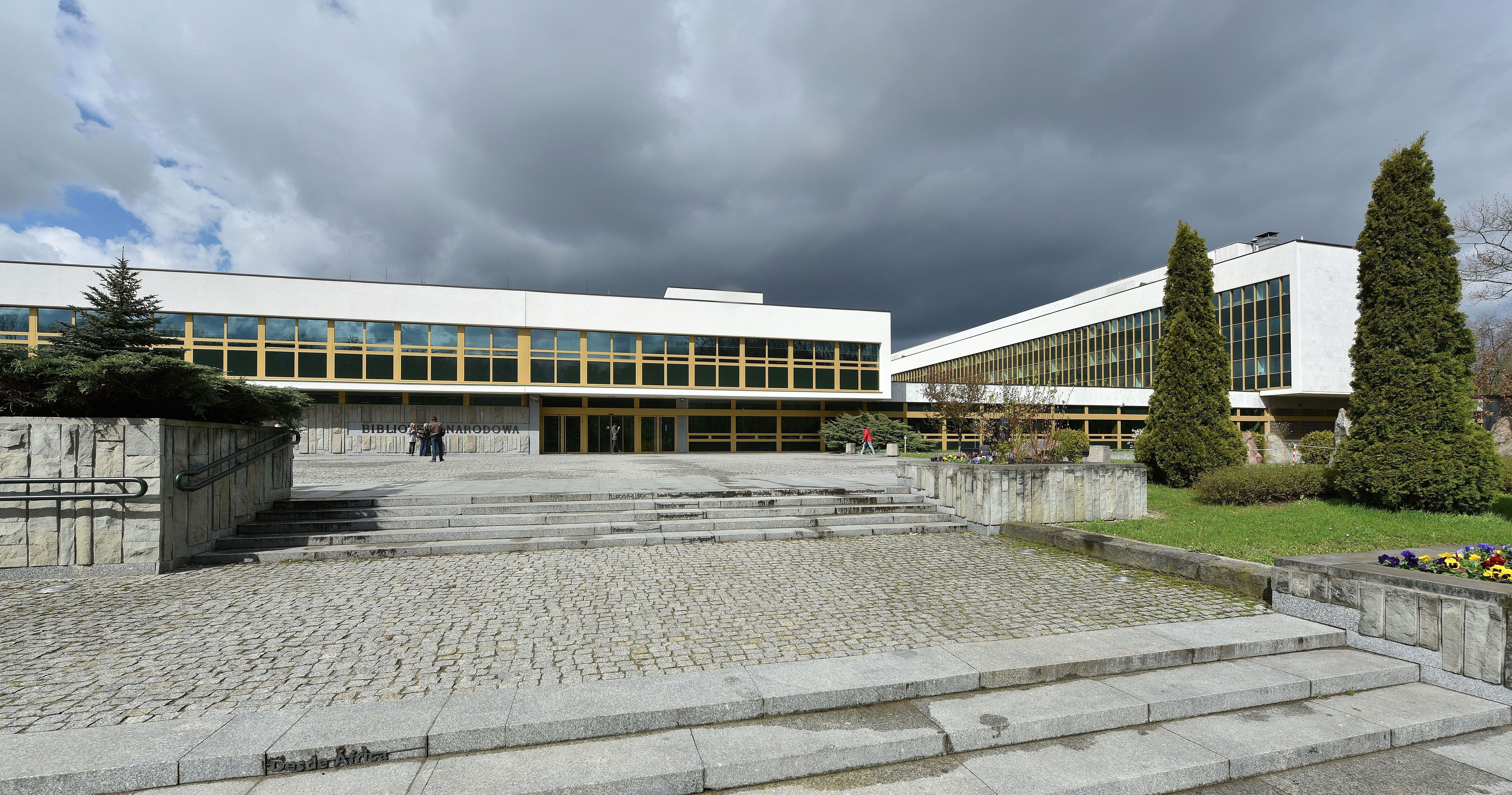
b. siedziba Duńskiego Instytutu Kultury w Bibliotece Narodowej w Warszawie w al. Niepodległości 213 (2001-2008)

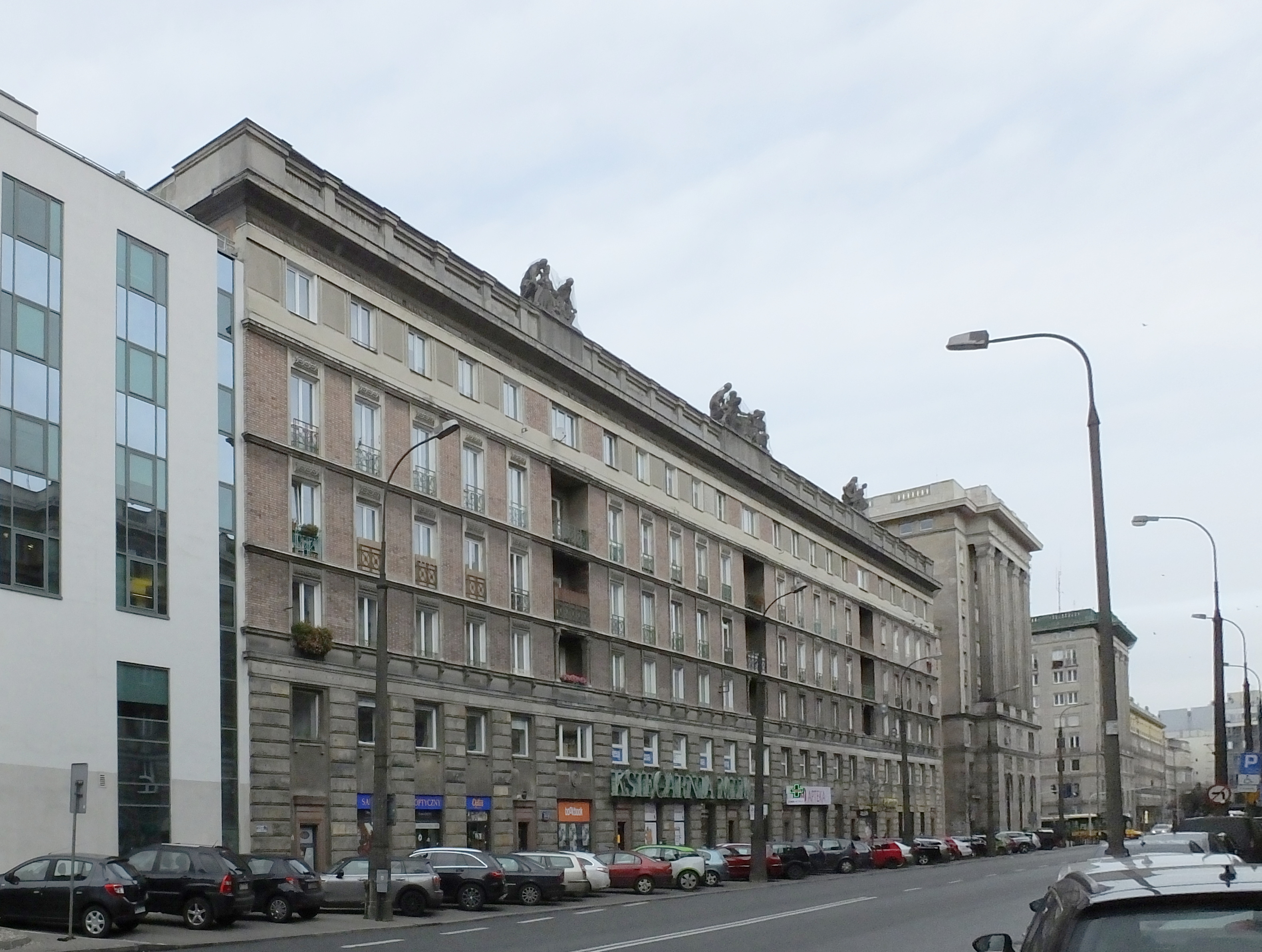
b. siedziba Duńskiego Instytutu Kultury przy ul. Pięknej 31-37/Koszykowej 34-50 (2009-2020)

Duński Instytut Kultury (Dansk Kulturinstitut, Danish Cultural Institute) – instytucja promocji kultury duńskiej. 
Centra promocji kultury zagranicą Dania utrzymywała w okresie międzywojennym, np. w Warszawie z inicjatywy polonisty dr Folmera Wisti, lektora Uniwersytetu Jagiellońskiego, a następnie Uniwersytetu Warszawskiego. W 1940 powstało  Towarzystwo Duńskie (Det Danske Selskab), którego celem utworzenia była promocja międzynarodowego dialogu i wzajemnego zrozumienia, m.in. przez informowanie o Danii, wymianę kulturalną, idei i doświadczeń między Danią i innymi krajami. W 1989 zmieniono nazwę na obecną.
Od swojego założenia, Duński Instytut Kultury rozszerzał swoją obecność za granicą; pierwsze przedstawicielstwa powstały w 1947. Obecnie placówki Instytutu zlokalizowane są: w Kopenhadze, São Paulo, Pekinie, Rydze, Petersburgu, New Delhi, i Stambule. 

## Siedziba
W Polsce instytucja jako Biblioteka Duńska swą pierwszą siedzibę miała w Warszawie w okresie międzywojennym w Pałacu Staszica przy ul. Nowy Świat 72 (1938–1939). Po II wojnie światowej placówkę Duńskiego Instytutu Kultury pomieszczono początkowo w Gdyni (1994–2000), skąd przeniesiono go do Poznania, do Zamku Cesarskiego z 1910 (proj. Franz Schwechten) przy ul. Św. Marcin 80/82 (2001), następnie do Warszawy, umieszczając w budynku Biblioteki Narodowej w al. Niepodległości 213 (2001-2008), później w budynku z 1957 (proj. Józef Sigalin, Jan Knothe, Stanisław Jankowski, Zygmunt Stępiński) przy ul. Pięknej 31-37/ul. Koszykowej 34-50 (2009–2020), a ostatnio przy ul. Anielewicza 26a. 
Z końcem 2020 instytut zakończył działalność w Polsce.